# Cornwallis Square
Cornwallis Square è un villaggio del Canada, situato nella provincia di Nuova Scozia.